# Röthenbach (métro de Nuremberg)
Pour les articles homonymes, voir Röthenbach.
Röthenbach est une station de métro à Nuremberg, en Allemagne. Terminus sud-ouest de la ligne U2 du métro de Nuremberg, elle a été mise en service le 27 septembre 1986.